# 戰略思維
战略思维是指个体在游戏或其他工作中，为实现一个或一组目标而產生的一种心理狀態或思维过程。在企業的战略管理中，战略思维涉及產生独到的商业见解和把握机会，目的是为公司创造竞争优势 。